# Cerniat
Pour l’article ayant un titre homophone, voir Cerniaz.
Cerniat est une localité et une ancienne commune suisse du canton de Fribourg, située dans le district de la Gruyère.

## Géographie

Vue aérienne (1964).

Le village est situé au pied des préalpes fribourgeoises, près de la station touristique et thermale de Charmey et de la chartreuse de La Valsainte, située sur son territoire. La région est principalement agricole.
Cerniat compte plusieurs hameaux, dont la Valsainte et les Riaux. Elle possède également plusieurs pintes de montagne, dont la Pinte des Mossettes, et les Chaumiaux.
Cerniat mesure 3 369 ha. 2,3 % de cette superficie correspond à des surfaces d'habitat ou d'infrastructure, 40,9 % à des surfaces agricoles, 54,8 % à des surfaces boisées et 2,0 % à des surfaces improductives.

## Toponymie
Le toponyme Cerniat (/sɛʀɲa/) est une forme francoprovençale de cernée, qui désigne un« lieu où les arbres ont été brûlés » et dérive du latin circĭnāre (cerner, enlever l’écorce des arbres) ou directement du verbe français cerner.
La première attestation écrite du toponyme, Serniam, remonte à 1295.
La localité se nomme Tchèrnya ou Thèrnya () en patois fribourgeois.
Son ancien nom allemand est Scherni.

## Population

### Gentilé et surnoms
Les habitants de la localité se nomment les Cerniatins.
Ils sont surnommés lè Lare dè Muton, soit les voleurs de moutons en patois fribourgeois, lè Guenan chin Pan, soit les mendiants sans pain, et lè Keran chin Pan, soit ceux qui doivent aller quérir le pain (à Charmey).

### Démographie
La commune compte 361 habitants au 31 décembre 2022, pour une densité de population de 11 hab/km2.
Le graphique suivant résume l'évolution de la population de Cerniat entre 1850 et 2008 :

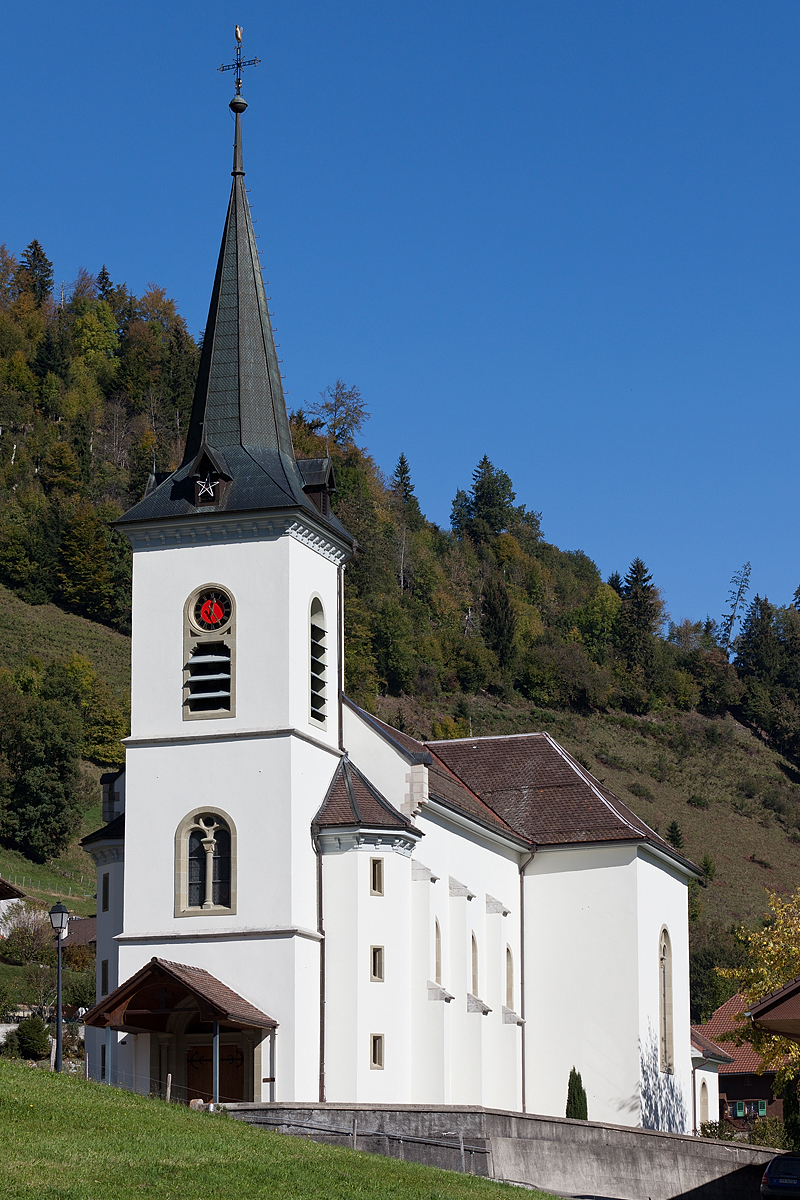
L'église Saints-Jean-et-Paul de Cerniat.

## Histoire
L'histoire de la localité est étroitement liée à celle de la chartreuse de La Valsainte, mais le territoire semble déjà habité lors de la fondation du couvent en 1295. La localité dépend de la seigneurie de Corbières jusqu'en 1553. Elle passe ensuite sous l'autorité de Fribourg, avant d'accéder au rang de commune et d'être rattachée au bailliage de Corbières jusqu'en 1798, puis au district ou arrondissement de Gruyères jusqu'en 1848 et enfin au district de la Gruyère.
Au spirituel, la localité relève de Broc jusqu'en 1618, puis est érigée en paroisse (église Saints-Jean-et-Paul).
Après un échec dans les urnes d'un projet de fusion avec Charmey, Crésuz et Châtel-sur-Montsalvens en mai 2010, refusé par les deux plus petites communes, la commune accepte en mars 2013 par 77,5 % des voix de fusionner avec sa voisine Charmey, qui accepte également à 66,6 %. La nouvelle commune de Val-de-Charmey voit le jour le 1er janvier 2014.

## Personnalités
Cerniat a été le berceau de;
- Joseph-Frédéric-Benoît Charrière, connu pour le système de calibrage des sondes chirurgicales utilisé aujourd'hui, ainsi que de François Charrière, évêque de Lausanne, Genève et Fribourg de 1945 à 1970 et fondateur de l'Œuvre de Saint-Justin
- Olivier Maradan, né en 1899 et décédé en 1975, était évêque des Seychelles de 1937 à 1972
L'artiste Jacques Cesa est originaire de Cerniat.